# Koltur
 (novembre 2024).
Si vous disposez d'ouvrages ou d'articles de référence ou si vous connaissez des sites web de qualité traitant du thème abordé ici, merci de compléter l'article en donnant les références utiles à sa vérifiabilité et en les liant à la section « Notes et références ».
Koltur [ˈkɔltʊɹ] (en danois : Kolter, un très vieil anglicisme en féroïen : colt - « poulain », ainsi Hestur et Koltur = Cheval et Poulain) est l'une des dix-huit îles de l'archipel des îles Féroé.
- Nombre de sommets: 2
- Code postal: FO-285

Koltur est la plus petite île habitée de l'archipel. L'histoire de sa colonisation est semblable à celle de sa voisine Hestur. Ici vécurent 50 personnes, divisées en deux familles, dans quatre fermes. On raconte qu'à l'époque ces familles ne se parlaient guère. On n'en sut jamais vraiment la raison. Dans les années 1980, l'île fut inhabitée, jusqu'à ce qu'un couple de Kirkjubøur s'y installe en 1994.
Aujourd'hui, l'île est subventionnée par l'État. Il est prévu d'y reconstruire les anciennes fermes, entre autres en vue d'y encourager le tourisme, mais aussi pour protéger le patrimoine bâti.
Il n'existe aucune liaison maritime régulière, mais l'hélicoptère de la compagnie Atlantic Airways y assure des vols trihebdomadaires. À noter que Lükka et Bjørn Patursson (ce dernier étant le frère du célèbre artiste féroïen Tróndur Patursson) offrent, sur demande, la possibilité de passer la nuit sur l'île (Koltursgarður).